# 米特赛姆
米特赛姆（法語：Mietesheim，法語發音：[mitəsaim]）是法国下莱茵省的一个市镇，属于阿格诺-维桑堡区。

## 地理
米特赛姆（48°52'41"N, 7°38'29"E）面积8.49 平方千米，位于法国大東部大區下莱茵省，该省份为法国大陆部分最东部的省份，是阿尔萨斯的一部分，今与上莱茵省组成了阿尔萨斯欧洲集体，其南至上莱茵省，西南接孚日省和默尔特-摩泽尔省，西接摩泽尔省，北与德国接壤，东侧沿莱茵河与德国相望。
与米特赛姆接壤的市镇（或旧市镇、城区）包括：比乔芬、恩维莱尔、甘代尔索方、阿格诺、梅茨维莱尔、于唐奥方。
米特赛姆的时区为UTC+01:00、UTC+02:00（夏令时）。

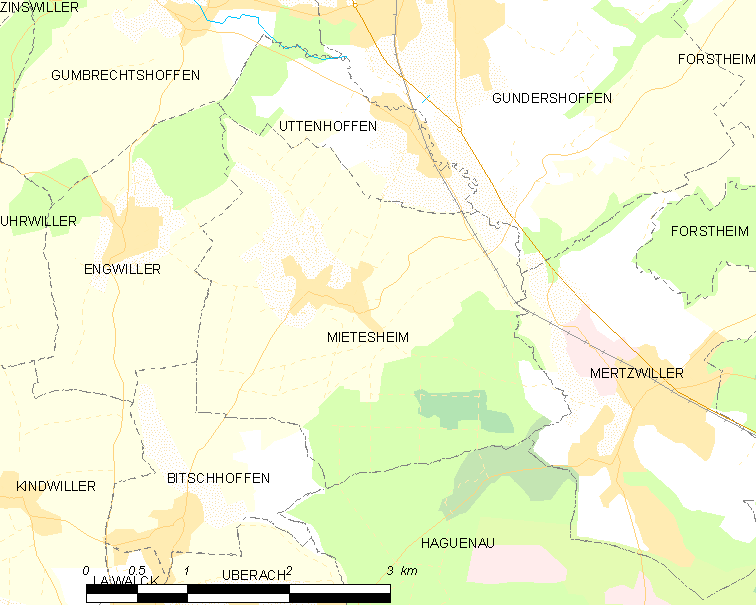
米特赛姆的OSM定位图

## 行政
米特赛姆的邮政编码为67580，INSEE市镇编码为67292。

## 政治
米特赛姆所属的省级选区为賴什索芬縣。

## 人口

1962-2008年间米特赛姆人口变化图示

米特赛姆于2022年1月1日时的人口数量为669人。